# جف نون
جف نون (بالإنجليزية: Jeff Noon)‏‏ (24 نوفمبر 1957 - )؛ كاتب، وكاتب سيناريو، وموسيقي، وروائي، ورسام، وكاتب مسرحي، وكاتب خيال علمي من المملكة المتحدة.

## الجوائز
- جائزة آرثر سي كلارك
- جائزة جون كامبل جورج لأفضل كاتب جديد  [لغات أخرى]‏

## روابط خارجية
- جف نون على موقع IMDb (الإنجليزية)
- جف نون على موقع ميوزك برينز (الإنجليزية)